# Georges Mathias

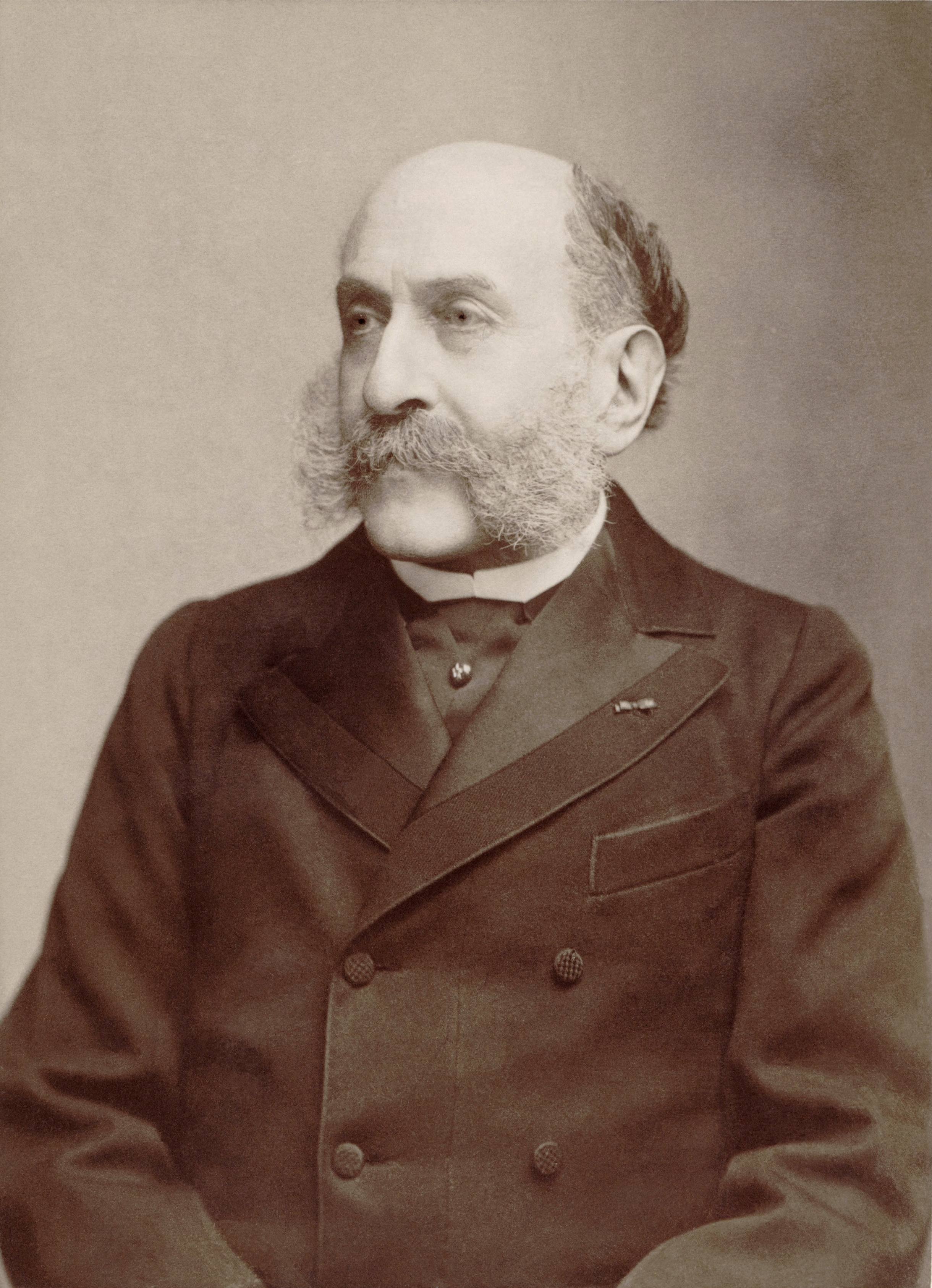
Georges Mathias

Georges Mathias, nome alla nascita Georges Amédée Saint-Clair Mathias (matjas; Parigi, 14 ottobre 1826 – Parigi, 14 ottobre 1910), è stato un compositore, pianista e insegnante francese. Accanto al suo lavoro di insegnante, Georges Mathias fu un concertista molto attivo.

## Biografia
Mathias nacque a Parigi. Studiò al Conservatorio di Parigi con François Bazin, Auguste Barbereau, Augustin Savard e Fromental Halévy. In privato studiò composizione con Friedrich Kalkbrenner e pianoforte con Frédéric Chopin.
Dopo aver terminato gli studi, insegnò pianoforte al Conservatorio dal 1862 al 1893. Tra i suoi illustri studenti c'erano Teresa Carreño, Camille Chevillard, Paul Dukas, Camille Erlanger, James Huneker, Henri O'Kelly, Isidor Philipp, Raoul Pugno, Alfonso Rendano, Erik Satie, Eugénie Satie-Barnetche, Ernest Schelling, José Tragó, and Alberto Williams.
Mathias e un altro studente di Chopin, Karol Mikuli, hanno avuto un impatto importante nel trasmettere il suo stile alle future generazioni di musicisti. Oltre ad insegnare era anche attivo come pianista da concerto. Il 14 marzo 1864 fu il pianista principale alla prima della Petite messe solennelle di Gioachino Rossini.
Fu il destinatario della Legion d'onore nel 1872. Morì a Parigi nel 1910, all'età di 84 anni.

## Lavori
Le sue composizioni includono le composizioni di Hamlet e Mazeppa, cinque brevi sinfonie per pianoforte e archi, due concerti per pianoforte, sei trii per pianoforte, una sinfonia, Oeuvres choisies pour le piano, Études de genre, Études de style et de mécanisme, una raccolta pezzi di pianoforte a due e quattro mani e trascrizioni tra cui quella di alcune scene de Il flauto magico di Mozart.